# Rhaphidorrhynchium aurescens
Rhaphidorrhynchium aurescens là một loài Rêu trong họ Sematophyllaceae. Loài này được (A. Jaeger) Besch. ex M. Fleisch. miêu tả khoa học đầu tiên năm 1923.